# Carl Friedrich von Rumohr

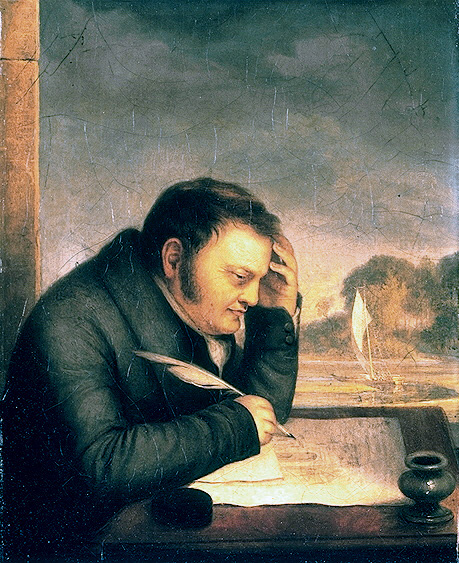
Friedrich Nerly: Bildnis Carl Friedrich von Rumohr, um 1823–1827

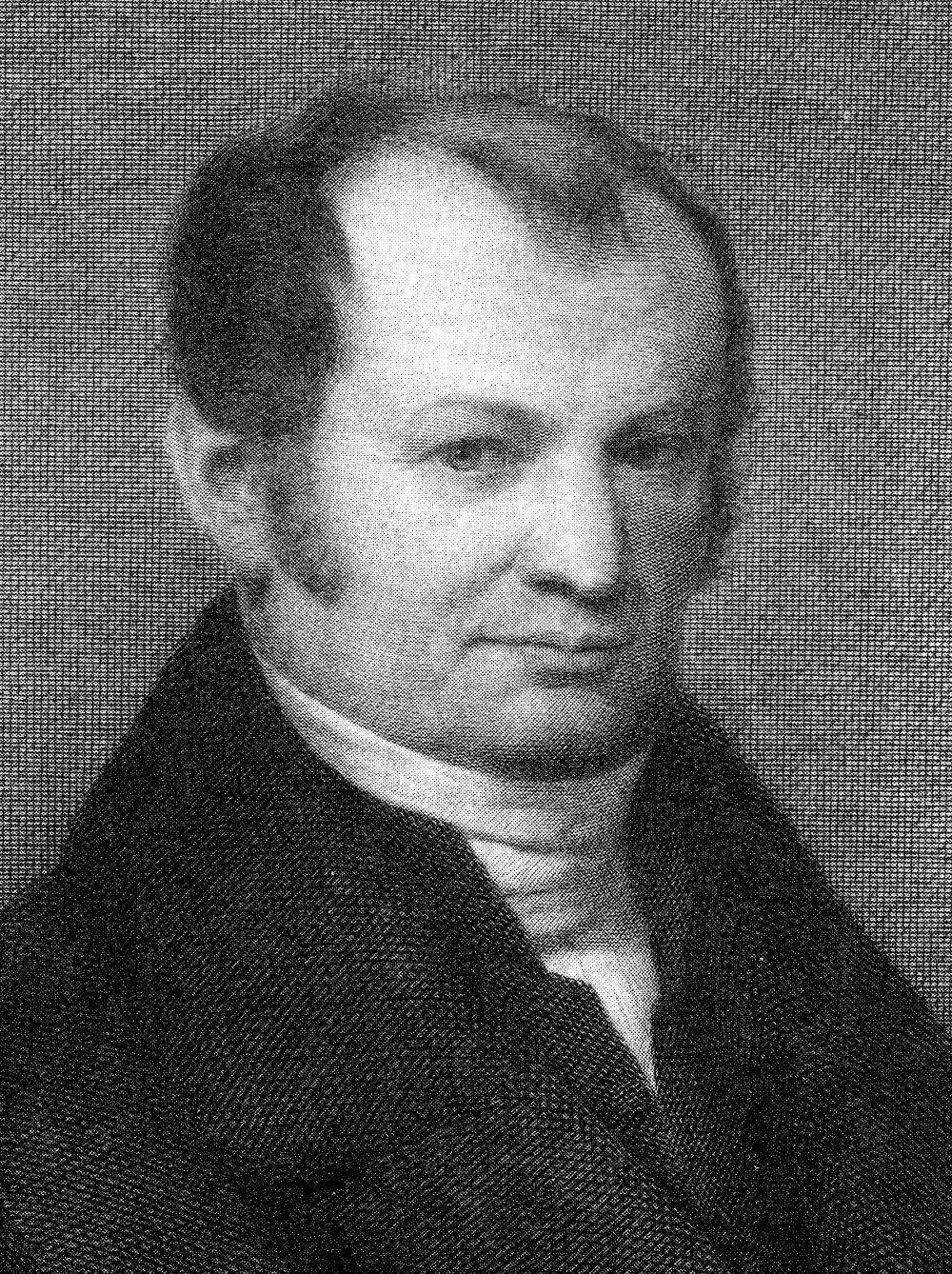
Robert Schneider-August Semmler Rumohr Porträt (ca. 1834) Ausschnitt

Carl Friedrich Ludwig Felix von Rumohr (* 6. Januar 1785 in Reinhardtsgrimma; † 25. Juli 1843 in Dresden) war ein deutscher Kunsthistoriker, Schriftsteller, Zeichner und Maler, Agrarhistoriker, Gastrosoph, Kunstsammler und Mäzen.

## Leben und Wirken
Carl Friedrich von Rumohr entstammte einem holsteinischen Uradelsgeschlecht. Sein Vater, Henning von Rumohr (1722–1804), Gutsbesitzer auf Trenthorst und Schenkenberg, hatte durch seine Mutter Agnete Caecilie, geb. von Wickede (1700–1723) auch das wickedesche Gut Groß Steinrade, das heute eines der Lübschen Güter ist, geerbt. Seine Mutter Wilhelmine, geb. von Fersen (1751–1807), war eine Tochter des hannoverschen Offiziers Joachim Heinrich von Fersen († 1760).
Rumohr wuchs auf den väterlichen Gütern bei Lübeck auf, besuchte 1799 bis 1802 das Gymnasium in Holzminden und studierte von 1802 bis 1804 an der Universität Göttingen. Hier belegte er Vorlesungen bei dem Klassischen Philologen Christian Gottlob Heyne, dem Historiker Arnold Heeren und dem Mathematiker Bernhard Friedrich Thibaut. Einen nachhaltigen Einfluss hatte Johann Dominik Fiorillo, bei dem er Zeichenunterricht nahm, und der ihn in die Schriften Vasaris einführte. Er wurde durch Ludwig Tieck mit den Ideen der Romantik vertraut und trat 1804 zusammen mit den Brüdern Riepenhausen zur katholischen Kirche über. Im selben Jahr wurde er durch den Tod seines Vaters Erbe eines beträchtlichen Vermögens.
Rumohrs erste Italienreise (1805–1806) zusammen mit Tieck und den Brüdern Riepenhausen führte nach Rom und Neapel. In Rom traf er Joseph Anton Koch und andere deutsche Künstler und machte sich mit den dortigen Kunstwerken der Renaissance und Antike vertraut. Auf der Rückfahrt über Frankfurt – seine Freundschaft mit den Brüdern Riepenhausen war zerbrochen – führte Tieck ihn in den Kreis um Clemens Brentano ein.
Die nächsten Jahre verbrachte er teils auf seinen Gütern bei Lübeck, teils auf Reisen, auf denen er die Bekanntschaft vieler kultureller Persönlichkeiten seiner Zeit machte. Von Wichtigkeit für ihn wurde die Begegnung mit Schellings Naturphilosophie. Er schrieb sich in der Akademie der Bildenden Künste München ein und befreundete sich mit dem Sohn des damaligen Direktors, Johann Peter von Langer. Rumohr publizierte 1812 seine erste bedeutende kunsthistorische Studie über die Ildefonso-Gruppe: Ueber die antike Gruppe Castor und Pollux. Eine historische Studie behandelte das Vineta-Problem.

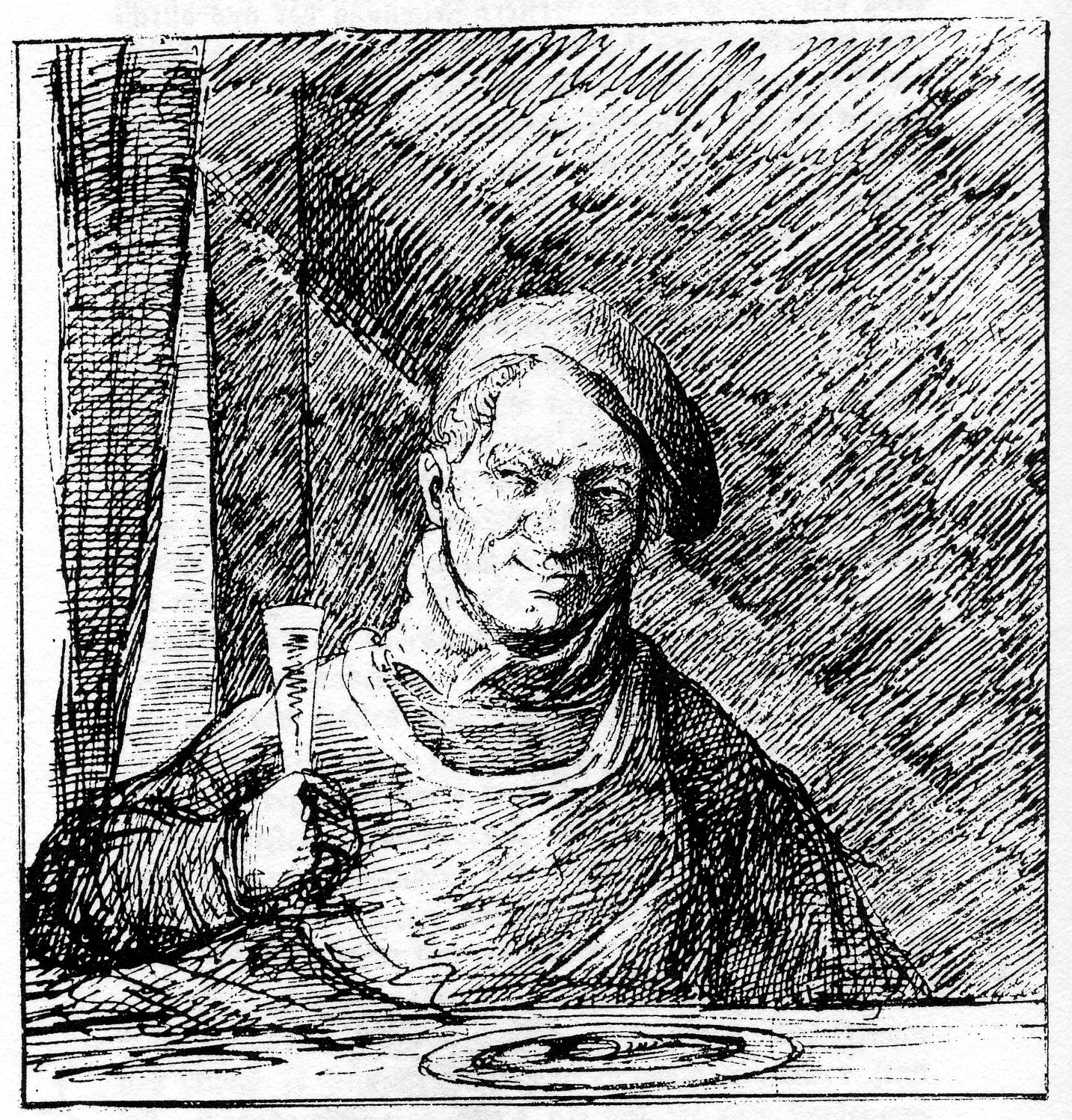
Rumohr: Zeichnung zu Geist der Kochkunst (1822)

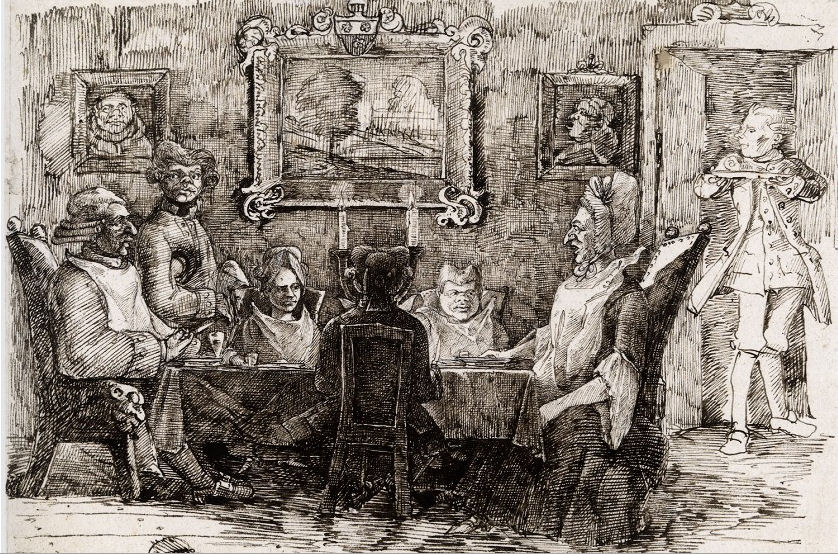
Rumohr: Zeichnung zu Geist der Kochkunst (1822)

Eine zweite Italienreise 1816 bis 1821 zusammen mit dem jungen Maler Franz Horny führte Rumohr zuerst nach Florenz und Siena zum Studium der dortigen Archive. In Rom traf er Koch wieder und vermittelte die Aufnahme Hornys in dessen Werkstatt. Tief beeindruckt von den Werken der Nazarener, die seit 1810 in Rom arbeiteten, wurde er ihnen ein bedeutender Mäzen und unterstützte sie durch Veröffentlichungen und Ankäufe, bis er sich mit den jüngeren Nazarenern um Passavant und Schnorr verwarf. Dem späteren dänischen König Christian VIII und dem bayrischen Kronprinzen Ludwig diente er in Rom als Führer. Er kehrte 1821 über Venedig zuerst nach München und im folgenden Jahr auf seine holsteinischen Güter zurück.
Rumohr veröffentlichte 1822 sein erfolgreichstes Buch, den Geist der Kochkunst von Joseph König, eine gastrosophische Schrift, unter dem Namen seines Leibkochs. Es wendet sich gegen Exzesse jeglicher Art und plädiert für eine traditionelle und bescheidene nationale (nicht nur deutsche) und regionale Küche. In vielem ist es zeitlos; es wurde in den 1970er-Jahren neu aufgelegt.
Die Beziehung zwischen dem römischen Garum und südostasiatischen Fischsaucen ist heutzutage offensichtlich, wer römische Gerichte nachkochen möchte, ersetzt Garum deshalb einfach durch vietnamesisches Nuoc Mam oder Ähnliches. Rumohr (1822) war möglicherweise der erste in der Neuzeit, der diese Beziehung herausstellte.
Die Gastronomische Akademie Deutschlands vergibt als höchste Auszeichnung seit 1963 den Carl-Friedrich-von-Rumohr-Ring an Persönlichkeiten, die sich um die Kochkunst und Tafelkultur in besonderem Maße verdient gemacht haben.
1824 wurde Rumohr zum Ehrenmitglied des zwei Jahre vorher gegründeten Hamburger Kunstvereins ernannt. Er beteiligte sich aktiv bis zu seinem Ausscheiden (1831 oder 1832) an den jährlichen Verlosungen von Bildern junger Künstler, die auf diese Weise unterstützt wurden.
Auch beriet und förderte Rumohr viele dieser jungen Hamburger Künstler, unter anderen Otto und Erwin Speckter, Julius Oldach, Carl Julius Milde, Adolph Friedrich Vollmer, Christian Morgenstern, und übernahm 1823 die künstlerische Ausbildung des 16-jährigen Friedrich Nerly. Der Umgang mit dem um die 20 Jahre älteren Rumohr war nicht ohne Schwierigkeiten: So konstatiert einerseits Rumohr in seinen Erinnerungen 1832: „doch blieb ich auf sie ohne Einfluß; sie verstanden mich nicht.“ (Kegel fügt diesem Zitat hinzu: „Nerly war von diesem Verdikt freilich ausgenommen, der mußte ihn schließlich verstehen.“). Den Einfluss Rumohrs auf Nerly sieht Paul Ferdinand Schmidt jedoch positiv: „… dessen [d. h. Nerlys] ausgezeichnete Erziehung durch Rumohr ihn zu einem glänzenden Erfassen der lichterfüllten italienischen Wirklichkeit und des Volkslebens befähigte.“
Andererseits diktiert der erblindete Vollmer, auf sein Leben zurückschauend, seinem Sohn: „Leider muß ich bekennen, daß das hastige Aufdrängen seiner Ideen und Theorie mir sehr zum Schaden gereicht hat, da es mir an dem festen Grunde fehlte, um sie richtig anzuwenden und zu verarbeiten.“
Aus dem Studium von Vasari erwuchs sein Hauptwerk Italienische Forschungen. 1827 erschienen die ersten zwei Bände. Durch die Verwendung historischer Urkunden und ihre kritische Bearbeitung wird Rumohr mit diesem Werk zum Mitbegründer der quellenkritischen Kunstgeschichte. Nach Wilhelm von Humboldt ist es „seit Winkelmann der erste Schritt zu einer wahrhafteren Kunstansicht.“
Rumohr und der Kunsthistoriker Gustav Friedrich Waagen beteiligten sich als Berater an dem Aufbau der Berliner Gemäldegalerie, ein Projekt, zu dem der Archäologe Aloys Hirt bereits 1797 den ersten Anstoß gegeben hatte und das die Unterstützung von Karl Friedrich Schinkel und dem preußischen Kronprinzen fand.
Auf seiner dritten Italienreise von 1828 bis 1829, begleitet von Nerly, der nach Rom weiterfuhr und sich später in Venedig niederließ, schloss er erfolgreiche Verhandlungen über Ankäufe für die Berliner Gemäldesammlung ab, diente dem preußischen Kronprinzen als Führer durch Florenz und Siena und arbeitete an einem Roman.
In den folgenden Jahren arbeitete Rumohr an den verschiedensten Schriften, zum Teil nie veröffentlicht. Der dritte Band der „Italienischen Forschungen“ erschien 1831; eine kritische Rezension durch Aloys Hirt führte zum Bruch und zu zahlreichen Streitschriften.

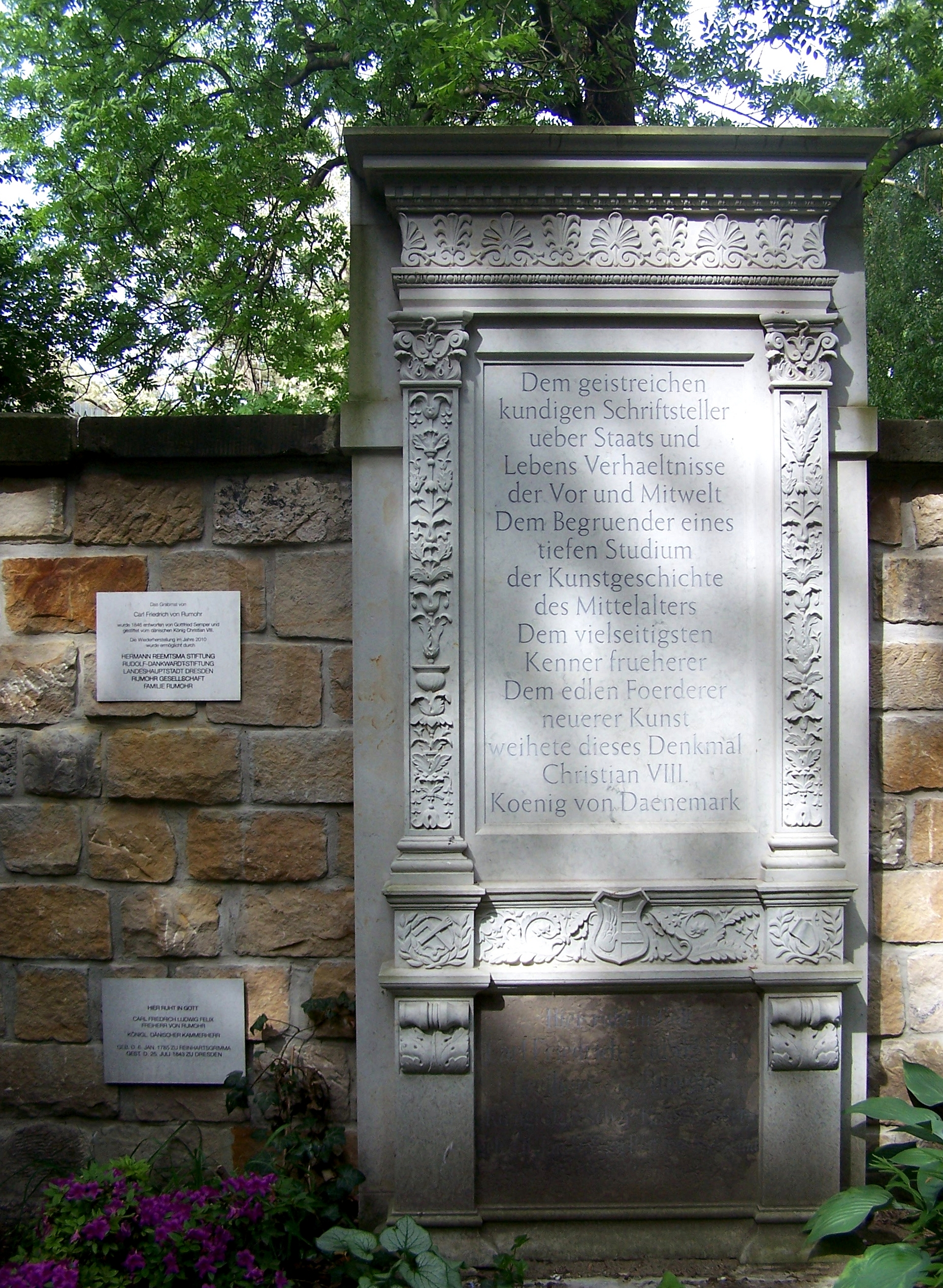
Rumohrs Grab auf dem Inneren Neustädter Friedhof in Dresden

1834 ordnete er zusammen mit Just Mathias Thiele die königliche Kupferstichsammlung in Kopenhagen, wurde zum dänischen Kammerherrn ernannt und förderte den jungen dänischen Maler Lorenz Frølich.
Im Frühjahr 1837 trat Rumohr seine vierte Italienreise nach Mailand an, wo er vor allem das lombardische Bewässerungssystem studierte. Eine fünfte kürzere und letzte Reise führte ihn 1841 zu Nerly nach Venedig und wieder nach Mailand. Nach Kopenhagen zurückgekehrt, erbat er sich von dem dänischen König Christian VIII vergeblich das Amt eines Intendanten der Kunstsammlungen, lehnte die angebotene Position als Direktor der Kupferstichsammlung ab und ließ sich in Lübeck nieder, um sich seiner umfangreichen Kunstsammlung zu widmen. 1842 kaufte er das Haus Kapitelstraße 8.
Rumohr starb 1843 in Dresden. Der Arzt, Naturphilosoph und Maler Carl Gustav Carus hat ihm die Totenmaske abnehmen lassen und unternahm eine Obduktion.
Sein Grab befindet sich auf dem dortigen Inneren Neustädter Friedhof. Christian VIII stiftete das von Gottfried Semper entworfene Grabdenkmal; 2010 wurde es restauriert.
Rumohrs Kunstsammlung wurde am 19. und 20. Oktober 1846 in Dresden versteigert. Dazu erschien ein von Johann Gottfried Abraham Frenzel besorgter Katalog.

## Rumohr im Urteil seiner Zeitgenossen
Johann Georg Rist (1775–1847), Diplomat und langjähriger Freund Rumohrs:

„Dieser höchst originelle und reichbegabte Mann flößte mir von jeher ein um so lebhafteres Interesse ein, da seine Art von der in hiesigen Landen gangbaren durchaus abstach. Bei einer gewissen komischen Unbehilflichkeit im Äußeren beherrschte ihn eine leidenschaftliche Liebe zur bildenden Kunst, die er selbst mit Genialität doch regellos ausübt, deren feinste Beziehungen aber ihm nicht entgehen. Er ist ein scharfsinniger Kunstkenner, ein gelehrter Altertumsforscher, ein genauer Haushalter, ein Epikuräer mit Bewußtsein. Er hat vieles, auch die katholische Kirche versucht. Im Süden, in Italien, ist er eingewurzelt, doch den Freunden in der Heimat bewahrt er ein treues Andenken.“

Just Mathias Thiele (1795–1874), dänischer Kunsthistoriker und Schriftsteller:

„Aber mit einer fast abstoßenden Eigenwilligkeit und bullerigen Heftigkeit, deren Ausbruch ihn für manchen furchtbar machte, verband er, wenn nichts im Wege war, eine Feinheit und Aufmerksamkeit in Umgang und Unterhaltung, die es leicht machten, das weniger Behagliche seines Wesens zu Übersehen. […]  [Er konnte] heftig auffahren, […] wenn er eine falsche Äußerung hörte über etwas, was ihm heilig war.  Aber im nächsten Augenblick konnte er sich […] begeistert zeigen, wenn etwas vorkam, was seinen Beifall fand. Und so erwies er sich als der Gleiche, ob er nun mich oder die höchststehenden Personen vor sich hatte. Die ihn kannten und verstanden, fanden sich lächelnd damit ab; aber kein anderer wagte sich ihm zu nähern, und darum gab es nicht viele, die in seiner Nähe aushielten.“

## Schriften
- Über die antike Gruppe Castor und Pollux oder von dem Begriffe der Idealität in Kunstwerken. Perthes, Hamburg, 1812 (uni-heidelberg.de).
- Altertümer des transalbingischen Sachsen. 1813.
- Denkwürdigkeiten der Kunstausstellung des Jahres 1814. Fleischmann 1815.
- Sammlung für Kunst und Historie. Perthes & Besser, Hamburg (slub-dresden.de).
  - Erster Band Erstes Heft. 1816: Über das Verhältnis der seit lange gewöhnlichen Vorstellungen von einer prachtvollen Wineta zu unsrer positiven Kenntniß der Kultur und Kunst der deutschen Ostseeslaven.
  - Zweytes Heft. 1825 Italienische Novellen von historischem Interesse. übersetzt und erläutert.
- Italienische Forschungen. Nicolai’sche Buchhandlung, Berlin und Stettin Teil 1–3.
  - Erster Theil. 1827 Digitalisat und Volltext im Deutschen Textarchiv
  - Beigabe zum Ersten Bande. 1827 Digitalisat und Volltext im Deutschen Textarchiv
  - Zweyter Theil. 1827 Digitalisat und Volltext im Deutschen Textarchiv
  - Dritter Theil. 1831 Digitalisat und Volltext im Deutschen Textarchiv
- Ueber den gemeinschaftlichen Ursprung der Bauschulen des Mittelalters. Nicolai’sche Buchhandlung, Berlin und Stettin 1831 (slub-dresden.de).
- Drey Reisen nach Italien. Erinnerungen. F. A. Brockhaus, Leipzig 1832 (slub-dresden.de).
- Geist der Kochkunst. 2., verm. u. verb. Aufl., Stuttgart und Tübingen 1832 (slub-dresden.de).
- Schule der Höflichkeit für Alt und Jung. Cotta, Stuttgart 1834; archive.org.
- Kynalopekomachia: Der Hunde Fuchsenstreit. Mit sechs Bildern von Otto Speckter. V. Rohdensche Buchhandlung, Lübeck 1835 (eingeschränkte Vorschau in der Google-Buchsuche).
- Hans Holbein, der jüngere, in seinem Verhältnisse zum deutschen Formschnittwesen. Anstalt für Kunst und Literatur, Leipzig 1836; archive.org.
- Zur Geschichte und Theorie der Formschneidekunst. Anstalt für Kunst und Literatur (R. Weigel), Leipzig 1837 (slub-dresden.de).
- Reise durch die östlichen Bundesstaaten in die Lombardey und zurück über die Schweiz und den oberen Rhein in besonderer Beziehung auf Völkerkunde, Landbau und Staatswirthscharft. Rohden’sche Buchhandlung, Lübeck 1838 (slub-dresden.de).
- Der letzte Savello. In: (Paul Heyse, Hermann Kurz): Deutscher Novellenschatz. Band 2. 2. Auflage. Berlin, [1910], S. 125–209. In: Thomas Weitin (Hrsg.): Volldigitalisiertes Korpus. Der Deutsche Novellenschatz. Darmstadt/Konstanz 2016 Digitalisat und Volltext im Deutschen Textarchiv